# Die weißen Tauben sind müde
Die weißen Tauben sind müde ist ein Friedenslied des deutschen Schlagersängers Hans Hartz aus dem Jahr 1982 und zugleich sein erster Hit, der sich in den deutschen Singlecharts platzieren konnte. Geschrieben wurde das Lied von Christoph Busse.

## Musik
Die weißen Tauben sind müde ist ein Schlager im 4/4-Takt. Das Stück wird von einem Piano eingeleitet und von einer E-Gitarre, einem E-Bass, Streichern und einem Schlagzeug begleitet. Während der Strophen ist die Begleitung ruhig gehalten und jeweils beim Refrain verstärkt sich ihre Intensität, was unter anderem durch eine kontrapunktische Melodie der E-Gitarre erzielt wird, die den Gesang langsam unterlegt. Die Streicher sind zunächst nur leise zu hören, gewinnen aber mit der zweiten Strophe an Präsenz. Jeweils am Ende der Strophen und am Ende des Liedes reduziert sich die Begleitung wieder auf das Piano. Hans Hartz selbst singt das Lied allein ohne Chorbegleitung, wobei seine raue Stimme zur Geltung kommt. Der letzte Vers wird ausschließlich von Streichern begleitet.

## Text

Etikett der Single Die weißen Tauben sind müde von 1982

In den drei Strophen mit jeweils sechs Versen spricht das lyrische Ich seine Partnerin „Marie“ an. Es motiviert sie, mit ihm den Augenblick zu genießen, weil es ab „morgen“ „statt Wein nur Wasser“, „statt Brot nur Steine“ und „statt Glas nur Scherben“ geben werde. Es fordert sie auf, „den letzten Schluck vom letzten Wein“ einzuschenken, denn „die Welt beginnt zu sterben“.
Der jeder Strophe folgende Refrain nutzt das Symbol der Friedenstauben, der weißen Tauben, um die Situation bildlich darzustellen. Sie seien zu müde zu fliegen:
Die weißen Tauben sind müde

Sie fliegen lange schon nicht mehr

Sie haben viel zu schwere Flügel;

Und ihre Schnäbel sind längst leer
Ob die Metapher der leeren Schnäbel für den verlorenen Olivenzweig oder für fehlende Nahrung steht, bleibt offen.
Kontrastiert werden die Tauben mit den Falken, die in dem Lied als Symbol für Kriegsbefürworter stehen, die immer zahlreicher und stärker werden:
Jedoch die Falken fliegen weiter

Sie sind so stark wie nie vorher;

Und ihre Flügel werden breiter

Und täglich kommen immer mehr
Der letzte Refrain wird in einer Variation wiederholt und endet mit der doppelten Zeile: „Die weißen Tauben fliegen nicht mehr.“
Der Text verwendet zahlreiche Symbole. Neben den bereits erwähnten Tauben und Falken stehen besonders deren Flügel für abnehmenden („viel zu schwere Flügel“) und zunehmenden („Flügel werden breiter“) Einfluss in Politik und Gesellschaft.
Das Schicksal der Welt wird in jeder Strophe mit zunehmend hoffnungsloser werdenden Metaphern beschrieben: Die Welt „wird langsam blasser“, „reißt von der Leine“ und „beginnt zu sterben“.
Die ersten beiden Verse der Strophen folgen keinem Reimschema [ab]. Danach folgt ein umarmender Reim [cddc]. Der Refrain beginnt mit einem Kettenreim und endet mit einem Paarreim: [efefgfgff]. Das Metrum entspricht einem mindestens vierhebigen Jambus, der eine unruhige, aufsteigende Stimmung erzeugt.

## Veröffentlichung und Resonanz

### Hintergrund und Veröffentlichung
Bis zum Erscheinen seines Albums Sturm! und der daraus entnommenen Single Die weißen Tauben sind müde im Jahr 1982 war Hans Hartz im Bereich der Schlagermusik unbekannt. Das Lied wurde von Christoph Busse geschrieben und komponiert. Es wurde von Philips als Single zusammen mit dem Lied Winter Nr. 34 veröffentlicht:
1. Die weißen Tauben sind müde – 4:11
2. Winter Nr. 34 – 2:26

Die Single kam am 18. Oktober 1982 auf Platz 60 der deutschen Singlecharts und stieg innerhalb von elf Wochen bis zum 3. Januar 1983 auf den Platz 11, bevor sie wieder abfiel. Insgesamt blieb sie 24 Wochen in den Charts und war zuletzt am 28. März 1983 auf Platz 65 gelistet.
Am 6. Dezember 1982 wurde das Lied in der ZDF-Hitparade mit Dieter Thomas Heck als neues Lied vorgestellt, jedoch nicht in die Top 3 gewählt. Dabei kam es zu einer Panne mit dem Televoting-System TED: Als Ergebnis der Zuschauer-Abstimmung wurde in der Sendung fälschlicherweise eine Zustimmungsquote von 0 angezeigt. Moderator Heck entschuldigte sich beim nächsten Auftritt des Musikers öffentlich in der Sendung für die Panne: „(...) wir hatten ein einziges Mal Pech mit TED und der Herr Denninger im TED-Rechenzentrum hat sich genauso geärgert wie seine Fans und wie ihr, dass plötzlich eine Null auftauchte (...) wir haben das dann später kontrolliert und festgestellt, es hätte nicht für die ersten drei Plätze gereicht, aber es war natürlich nicht Null“. Hartz habe unmittelbar nach der Panne nie wieder in der Sendung auftreten wollen, änderte diese Meinung dann aber bis zu seinem Auftritt am 25. April 1983 mit Nur Steine leben lang.
Abseits der deutschen Charts konnte sich die Single nicht in weiteren Hitparaden platzieren. Es blieb der höchste Charterfolg des Sängers. 1983 veröffentlichte Hans Hartz das Album Storm und auch das Lied als The White Doves Are Tired in englischer Sprache.
Nach Die weißen Tauben sind müde konnte sich Hans Hartz 1983 ein weiteres Mal mit dem Lied Nur Steine leben lang in den Singlecharts platzieren, das bis auf Platz 50 stieg. Ein weiterer Singleerfolg wurde sein Lied Sail Away, nachdem es in der Fernsehwerbung für Beck’s-Bier verwendet worden war.
Die weißen Tauben sind müde entwickelte sich zu einem Schlagerklassiker und wurde auf mehrere Schlager-Kompilationen aufgenommen.

### Kontext und Rezeption

Mika Launis: Friedenstaube als Zeichen vieler Demonstrationen für den Frieden (1980 bis 1984)

Die Symbolik der weißen Taube als Friedenssymbol Friedenstaube geht auf die Bibel zurück, bei der eine Taube in der Sintflut-Erzählung die Rolle des Botschafters spielt. Diese von Noah ausgelassene Taube kehrt mit einem frischen Olivenzweig im Schnabel zur Arche zurück (Gen 8,11 ). Die biblische Sintflut-Erzählung beginnt in Gen 6,5–7  mit einer Art Kriegserklärung Gottes an die Menschen und die Schöpfung, denn „die Erde ist voller Gewalt“ (Gen 6,13 ). Die Rückkehr der Taube mit dem Olivenzweig wird daher als Zeichen des Friedensschlusses verstanden, die Taube wie der Olivenzweig wurden zu Friedenssymbolen.
Der Schlager mit seiner klaren Friedens- und Kriegssymbolik fällt zeitlich in die Zeit der neuen Friedensbewegung, die sich gegen den NATO-Doppelbeschluss und die atomare Hochrüstung richtete und in der Friedensdemonstration im Bonner Hofgarten 1981 mit 300.000 Teilnehmenden gipfelte. Die Angst vor einem Atomkrieg war bei vielen Menschen verbreitet. Nachdem Nicole mit Ein bißchen Frieden den Eurovision Song Contest 1982 gewonnen hatte, griffen Künstler wie Peter Maffay, Nino de Angelo (Jenseits von Eden) und so auch Hans Hartz mit seinen weißen Tauben das Thema Zukunftsangst und Friedenssehnsucht auf. Sie waren damit trotz der starken Konkurrenz der Neuen Deutschen Welle und internationaler Rock- und Popmusik erfolgreich.

## Coverversionen
Die weißen Tauben sind müde wurde in der Folge vereinzelt gecovert. Zu den Bands und Interpreten, die das Lied in einer Coverversion veröffentlichten, gehörten u. a. Mike Krüger mit einer Satireversion als Die weißen Tauben sind Möwen, das Orchester Udo Reichel, die Michels und LilisPark. Mike Krüger sang zudem ein Lied mit dem Titel Die Tauben sind müde in dem Film Die Supernasen, bei dem es sich allerdings um eine modifizierte Coverversion des Countrysongs Lucille handelte. 2021 nahm die Sängerin Wim eine Coverversion für TvNoir auf. Hierbei handelt es sich um eine reduzierte Version, die sie am Piano aufgenommen hat. Ein weiteres Cover stammt vom Schlagersänger Ben Zucker, das auf seinem 2023 veröffentlichten Album Heute nicht! enthalten ist.

## Belege
1. 1 2  
Hans Hartz – Die weißen Tauben sind müde, Songtext auf genius.com; abgerufen am 8. Oktober 2020.
2. 1 2  
Hans Hartz – Die weißen Tauben sind müde. offiziellecharts.de, abgerufen am 8. Oktober 2020.
3. ↑  
Hans Hartz – Sturm! bei Discogs; abgerufen am 8. Oktober 2020.
4. ↑  
Hans Hartz – Die weißen Tauben sind müde bei Discogs; abgerufen am 8. Oktober 2020.
5. ↑  Andreas Tichler: Die Chronik der Zdf-Hitparade: Die Ära Dieter Thomas Heck von 1969-1984. Jam Music Lab University Press / Stadl Media, 2020, ISBN 978-3-96799-161-1, S. 429.
6. ↑  
Hans Hartz – Die weißen Tauben sind müde. hitparade.at, abgerufen am 8. Oktober 2020.
7. ↑  
Hans Hartz – Storm bei Discogs; abgerufen am 8. Oktober 2020.
8. ↑  vgl. Willem Barnard: Bezig met Genesis. Voorburg/Niederlande 1987, S. 47ff.
9. ↑  Oliver Bekermann: „Wunder gibt es immer wieder“ : eine quantitativ-explorative Untersuchung zur gegenseitigen Interdependenz von Alltagskommunikation und deutschem Schlager. (Dissertation Ruhr-Universität Bochum). Bochum 2006, S. 57–58 (bekermann.com [PDF]).
10. ↑  André Port le roi: Schlager lügen nicht. Klartext, Essen 1998, ISBN 3-88474-657-X, S. 203–204.
11. ↑  Ärger mit Marie - Die weißen Tauben sind Möwen auf YouTube
12. ↑  
Hans Hartz – Die weißen Tauben sind müde, Coverversionen auf cover.info; abgerufen am 8. Oktober 2020.
13. ↑  Die Tauben sind müde, Filmausschnitt aus Die Supernasen auf youtube.com; abgerufen am 9. Oktober 2020.
14. ↑  Die weißen Tauben sind müde von Ben Zucker. laut.de, abgerufen am 23. Februar 2024.